# Orbe, Vaud
Orbe är en ort och kommun i distriktet Jura-Nord vaudois i kantonen Vaud, Schweiz. Kommunen har 7 842 invånare (2023).